# Franco Costanzo
Franco Costanzo, född 5 september 1980 i Río Cuarto i Argentina, är en argentinsk fotbollsmålvakt med italiensk härkomst som för närvarande spelar för schweiziska FC Basel.

## Klubbkarriär
Costanzo ansågs ha stor potential redan tidigt under sin karriär men några långvariga skador har hindrat honom från att uppnå förväntningarna som har satts på honom.
Han påbörjade sin proffskarriär i CA River Plate 2000 och stannade där i fem säsonger (och vann Clausura tre gånger i rad) innan han flyttade till Europa och spanska Deportivo Alavés 2005. Han stannade i Spanien bara en säsong innan han köptes av FC Basel för 1,4 miljoner euro efter att Basels veteranmålvakt Pascal Zuberbühler lämnade klubben.
Costanzo ses av många som en excentrisk målvakt p.g.a. att han gärna utmanar motståndarlagets anfallare genom att dribbla förbi dem eller att tippa inkommande bollar över målribban trots att de enkelt skulle kunna tas omhand. Han har dock även fått ett gott rykte för sina insatser i UEFA-cupen.

## Landslaget
Costanzo gjorde internationell debut, och hittills sin enda match, för Argentina 2003 mot Uruguay i en vänskapsmatch inför Copa America 2003.

## Meriter
| Säsong        | Klubb       | Titel                      |
| ------------- | ----------- | -------------------------- |
| Clausura 2002 | River Plate | Primera Division Argentina |
| Clausura 2003 | River Plate | Primera Division Argentina |
| Clausura 2004 | River Plate | Primera Division Argentina |
| 2006/2007     | FC Basel    | Schweiziska cupen          |
| 2007/2008     | FC Basel    | Schweiziska cupen          |
| 2007/2008     | FC Basel    | Axpo Super League          |